# Angaur (île)
Pour les articles homonymes, voir Angaur (homonymie).
Angaur, aussi appelée Anguar ou Ngeaur, est l'île principale de l'État paluan d'Angaur, située dans l'océan Pacifique.

## Géographie

### Relief
La topographie de l'île est relativement plate, montant en pente douce depuis le sud et l'est vers l'ouest où se situe son point culminant à près de 45 mètres.
Au nord-ouest, dans une province appelée « A » par l'USGS, se trouve également une dépression, appelée The Bowl. Le Bowl est entouré à l'est par la Bowl East Ridge et au sud par la Romualdo Hill, situé 45 mètres au-dessus du niveau de la mer et la Shrine Hill. La province appelée « B » par l'USGS, couvrant environ les deux-tiers de l'île, est plate et ne dépasse pas les 8 mètres au-dessus du niveau de la mer.

### Côtes
L'île est bordée, près de sa côte nord, par le Rois Buked dont elle n'est séparée que par un étroit passage. Plus au nord, se trouve l'île de Peleliu, dont elle est séparée par le passage d'Angaur.
La partie la plus au nord de l'île est le cap Melechalb, bordé à l'ouest par la plage Elechol ra Ngmersau et au sud-est par la plage Elechol ra Uchul a Kerekar. La pointe nord-ouest de l'île est le cap Ngeluul, au sud duquel se trouve la plage Elechol ra Nguruhei.
Au sud de Ngaramasch se trouve le cap Usas. Partant de la base du cap Usas, la plage d’Elechol ra Ngedloch s'étend jusqu'au cap Medorm, qui constitue le point le plus à l'ouest de l'île.
Non loin, le cap Las constitue le point le plus au sud de l'île et de l’État.
La côte est se divise en deux espaces : la plage sud, nommée Elechol ra Ngerdims (« plage d'assaut Verte », durant la Seconde Guerre mondiale) ; et la plage nord, nommée Elechol ra Ngeriois. La pointe la plus à l'est de l'île est le cap Ngariois, du même nom de la plage dont il est voisin.
Proche du cap Ngariois se trouve la pointe Ngatbechuul, formant un promontoire rocheux à proximité de la piste d'atterrissage d'Angaur.

## Hydrographie
Angaur compte plusieurs lacs et marais mais pas de rivières et cours d'eau. Au nord de l'île se trouve le lac Salome. À l'est du lac Salome se trouvait, lors de la Seconde Guerre mondiale, le lac Aztec.
L'île compte deux zones marécageuses : la première, située entre le Bowl et Ngaramasch, n'a pas de nom, tandis que la deuxième porte le nom de Ngetkebui.

## Géologie
Le sous-sol d'Angaur est composé de calcaire corallien datant du Pliocène et du Pléistocène, de rochers coralliens du Pléistocène et de périodes plus récentes, et de sable calcaire et de dépôts marécageux de période récente.
Des dépôts de phosphates se trouvaient au nord-ouest de l'île, et ont été exploités durant le XXe siècle.

## Sources